# Диого Жота
Диого Жота (на португалски: Diogo José Teixeira da Silva; р. 4 декември 1996 г. – † 3 юли 2025 г.) е португалски футболист, играл като нападател и ляво крило. Известен е със своето завършване на голови ситуации, темпо, способност за дриблиране и скорост.
Започва футболната си кариера в мъжкия състав на „Пасош де Ферейра“ през 2014 година. През 2016 е продаден на „Атлетико Мадрид“, където обаче не записва нито един мач, но е даден под наем на „Порто“ от 2016 до 2017 година и на „Уулвърхямптън Уондърърс“ от 2017 до 2018 година. За двата отбора записва общо 71 мача и 25 гола. През 2018 година е продаден на „Уулвърхямптън Уондърърс“, където остава до 2020 година. През същата година е продаден на „Ливърпул“ за 41 милиона паунда. В клуба записва 182 мача и отбелязва 65 гола, като печели Висшата лига на Англия през сезон 2024 – 25, Купата на Англия през 2022 и две Купи на лигата.
Жота играе и за младежките формации на Португалия, както и за мъжкия национален отбор, за който записва 49 мача и 14 гола. С отбора на Португалия печели Лига на нациите на УЕФА през 2019 и 2025 година.
Жота умира на 3 юли 2025 година заедно с брат си в автомобилна катастрофа в Сернадия, Испания, едва на 28-годишна възраст.

## Успехи
Уулвърхямптън Уондърърс
- Чемпиъншип: 2017/18[4]

Ливърпул
- Висша лига на Англия: 2024/25; второ място: 2021/22
- Купа на Англия: 2021/22[5]
- Купа на лигата на Англия: 2021/22, 2023/24;[6] второ място: 2024/25[7]
- Шампионска лига на УЕФА второ място: 2021/22[8]

Португалия
- Лига на нациите на УЕФА: 2018/19,[9] 2024/25[10]